# Onésime de Clairville
Onésime de Clairville (1599?-16..) est un écrivain français du XVIIe siècle.

## Biographie
Onésime de Clairville est issu d'une famille d'écuyers. La date exacte de sa naissance est inconnue. Il est le fils de Claude Sommain de Claireville (?-1608), pasteur de Loudun. Onésime de Clairville était marié à Elenor de la Salle avec laquelle il eut un fils, Claude Soumein, qui fut baptisé a Loudun le 8 février 1636. Dans La Cognoissance de la vérité des deux religions, il décrit comment il s'est converti à la foi catholique. Il était conseiller du roi et secrétaire du cabinet. On ne connaît guère plus de détails sur sa vie.

## Homme de lettres
Onésime de Clairville est surtout connu pour son histoire comique Le Gascon Extravagant, publié anonymement en 1637. En 1664 Charles Sorel dans la Bibliothèque française attribue le livre à Louis Moreau du Bail. Dans la deuxième édition révisée de 1667 Sorel l'attribue à Onésime de Clairville F. Robello, dans un article publié en 1985, avance d'autres arguments en faveur d'une attribution à Clairville.

## Œuvres
- La France aux pieds du Roi. Sur la réunion de messieurs les princes, Paris, Nicolas Alexandre, 1620, 12 p.
- La Connaissance de la verité des deux religions, représentée sous la conversion d'Onesime Sommain, fils de feu monsieur de Clairville, ministre de la pretenduë religion à Loudun, Paris, René Bugeant,1620, 16 p.
- La methode Françoise, ou La manière d'apprendre à parfaictement discourir & bien escrire: pour se former en la conversation de toutes personnes, & particulièrement des Dames: Souz les diverses amours de plusieurs personnages, non moins veritables, que d'aggréable lecture, Paris, Pierre Billaine, 1623, 1633.
- Les amours infidèlles par le Sr de Claireville, Paris, A. de Sommaville, 1625.
- L'Amélinte du Sieur de Claireville, 2 vol., Paris, C. Besongne, 1635.
- Le Gascon extravagant, Paris, C. Besogne, 1637, 1639, 580 p. (lire l'édition de 1639 sur Google Books).
- L'Illustre naufrage de Mélicandre, Paris C. Besongne, 1642 (= réimpression de L’Amélinte avec un autre titre).[7]

### Éditions
- Le Gascon extravagant. Histoire comique, éd. F. Robello, Gênes, Piovan editore, 1984, 335 p.
- Le Gascon extravagant. Histoire comique, éd. F. Greiner et L. Louvion, Paris, Classiques Garnier, 2020, 472 p.

### Études et sources
- E. et E. Haag, La France protestante, deuxième édition, Paris, Fischbacher, 1884, Volume 4, p. 380-2. Lire sur Google Books.
- F. Robello, Du Bail o Claireville? Ricerca di paternità pèr il Gascon extravagant, in Studi Francesi, n°85, gennaio-aprile 1985, pp.69-76.
- F. D’Angelo, « Roman et censure : le cas du Gascon extravagant », Les Dossiers du Grihl [En ligne], 2007-01 | 2007, mis en ligne le 23 juillet 2007, consulté le 08 janvier 2021.